# アクションファイター
「アクションファイター」（ACTION FIGHTER）は1986年にセガより発売のアーケードゲーム。

## 概要
多彩な乗り物を使いこなし、エリアの最後にある悪の生命体「キュスゲルン」と呼ばれるコントロールタワーの破壊を目指すアクションシューティングゲーム。
2022年7月28日に発売されたゲーム機「アストロシティミニ V」に本作が収録されている。

## システム
自機の操作は8方向レバーで行い、2ボタンとペダルを駆使していく。コース分岐点の途中にあるスーパーマシンへ乗り換えることができる。